# Війна за польську спадщину (1733—1735)
Війна́ за по́льську спа́дщину — у 1733—1735 роках європейська війна, однією з причин якого було визначення наступника короля Речі Посполитої Августа II. Австрія та Росія підтримали його сина саксонського курфюрста Августа III, у той час як більшість поляків, Франція та Іспанія підтримали Станіслава I Лєщинського, що був польським королем між 1704 та 1709, а також був тестем короля Франції Людовика XV. Станіслав був обраний королем в 1733 році, але російські війська змусили його покинути Річ Посполиту, і Август III був обраний на його місце. У той же час Франція, Сардинія та Іспанія оголосили війну Австрії (1733), прагнучи повернути території в Італії, що належали Австрії. Після малорезультативних кампаній було укладено попередню мирну угоду у Відні (1735), яка перерозподілила спірні території в Італії і визнала Августа III королем Речі Посполитої. Остаточний мирний договір у Відні був підписаний у 1738 році.

## Причина війни
У лютому 1733 року помер Август II (1670—1733; правив 1697—1704, 1709—1733), курфюрст Саксонії і король Польщі і Великого князівства Литовського, залишивши трон виборної монархії Речі Посполитої вакантним. Два кандидати на польський трон звернулися за підтримкою до європейських держав, що вплинуло на баланс сил в Європі. Август II намагався передати свій трон у спадок своєму синові Фридріху Августу III (1696—1763; правив 1734—1763). Але поляки та литовці не бажали обрати ще одного кандидата із Саксонії. Більшість шляхти підтримала польського кандидата Станіслава Лєщинського (1677—1766; правив 1704—1709, 1733—1735), який вже був обраний королем Речі Посполитої між 1704 і 1709 під шведським протекторатом. При підтримці свого зятя французького короля Людовіка XV (1710—1774; правив 1715—1774) і впливових магнатських родів Потоцьких і Чарториських Лещинський був обраний сеймом Речі Посполитої 12 вересня 1733 року. Тим часом імператриця Росії Анна Іоаннівна та імператор Священної Римської імперії Карл VI, незважаючи на попередню таємну угоду з Пруссією в 1732 році про протидію обом кандидатам, пообіцяли підтримку Августу. За це саксонський курфюрст пообіцяв герцогство Курляндію (васальну державу Речі Посполитої) Росії та відмовитися від свого права претендувати на престол Священної Римської імперії.

## Воєнні дії в Речі Посполитій
Російські та саксонські війська увійшли в Річ Посполиту і у грудні 1733 року на новому сеймі шляхта була змушена обрати Фрідріха-Августа своїм королем під іменем Августа III. Лещинський, за підтримки Дзіковської Конфедерації (на чолі з Адамом Тарло), був змушений тікати до Гданська, який відмовився здатися російській армії (облога Гданська почалася у лютому 1734 року). Але незважаючи на допомогу французької армії і флоту Гданськ після чотиримісячної облоги здався росіянам, а Лещинський, переодягнений селянином, втік на територію Пруссії. У 1736 році так званий сейм примирення зумів нормалізувати ситуацію в країні і добитися виведення російських і саксонських військ.
На боці російських військ брало участь також козацтво Лівобережної України, зокрема в архівах досі збереглись поіменні списки козаків.

## Українське питання
Франція домагалася від Туреччини оголошення війни Росії й водночас підтримувала українського гетьмана Пилипа Орлика, вимагаючи від турецького уряду дозволу на те, щоб Орлик нарешті покинув Туреччину й відбув до Запорозького Війська. Але Туреччина не поспішала з оголошенням війни, а отже й із вирішенням питання про Пилипа Орлика.
Виконуючи спеціальну місію французького короля, Григор Орлик літом і восени 1733 р. та взимку 1734 р. деякий час перебував у Криму, мав аудієнцію у кримського хана, провадив переговори з ханським урядом. Хан запевнив, що вони готові до війни, чекають тільки на указ султана.
Наприкінці лютого 1734 р. український гетьман дістав дозвіл покинути Салоніки. Пилип Орлик заїхав до Каушан — столиці буджацького салтана та літньої резиденції хана, з яким тут і зустрівся. Проте головна мета гетьмана — бути й діяти разом зі своєю армією — вже не могла здійснитися. Влітку 1734 р. запорозькі козаки покинули свою Олешківську Січ, розташовану у володіннях хана, й перейшли під владу Росії, заснувавши так звану «Нову Січ» на річці Підпільній. Напередодні їхнього переходу, 23 квітня 1734 р., Пилип Орлик написав до запорозьких козаків листа із закликом відмовитися від свого рішення про повернення під владу Росії.
Лист запорожцям Пилип Орлик починає з повідомлення про європейську війну, перемоги французького короля та його союзників Іспанії і Сардинії над Австрією — союзницею Росії. Внаслідок цього Австрія, за словами Орлика, втратила Ломбардське королівство, князівство Медіолан (Мілан і Мантую, інші землі). Отже, склалася надзвичайно загрозлива для Москви міжнародна ситуація. Водночас вона сприяла виступу запорозького козацтва проти царизму за визволення України. Тому повернення запорожців під владу Росії Орлик вважав великою помилкою. Застерігаючи запорожців від повернення під владу Росії, гетьман посилався на гіркий історичний досвід, коли царизм знехтував договором із Богданом Хмельницьким від 1654 р., а після поразки Івана Мазепи знищував автономію України, перетворюючи її на безправну провінцію Російської імперії. Автор згадує й про розквартирування царських військ в Україні, запровадження Малоросійської колегії в 1722 р., котра, по суті, здійснювала царський військовий окупаційний режим в Україні, про загибель десятків тисяч козаків у війні Росії з Персією, а також на будівництві фортець на Каспійському морі, Ладозькому каналі та в Петербурзі в 1721—1725 роках, про розправу Петра І з наказним гетьманом Павлом Полуботком і старшиною в 1724 р. тільки за те, що вони зважувалися відстоювати права України.
Проте Військо Запорозьке низове на чолі з кошовим отаманом Іваном Малашевичем перейшло під протекторат Російської імперії. Без збройних сил гетьман уже вважався не стільки головою окремої держави з правом укладати союзи з тою чи іншою державою, скільки дорадником чужих урядів, експертом у справах Східної Європи. Перехід запорозьких козаків на бік Москви справив дуже прикре враження на правлячі кола Франції, Туреччини, Кримського ханства.
Одночасно, на Правобережній Україні прихід російських військ та заклики російського командування до православного населення допомогти у боротьбі із прибічниками Станіслава Лещинського привели до спалаху гайдамацького руху.

## Воєнні дії в Західній Європі
Війна за польську спадщину демонструє посилення втручання в польсько-литовські справи іноземних держав, особливо Росії. Однак її значення не обмежується тільки вирішенням питання про польський престол. Війна мала геополітичні наслідки також для інших європейських держав.
Воєнні дії відбувалися також на Рейні та в Італії. Іспанія намагалася відновити свою владу над Неаполем і Сицилією, які вона втратила на користь Австрії за Утрехтською мирною угодою, а Сардинія намагалася вибити австрійців з Ломбардії.
Армія Австрії діяла на Рейні у 1734 році без особливої ефективності. В Італії її війська зазнали поразки від франко-іспанської коаліції.

## Результати війни
Франція зайняла герцогство Лотаринзьке та поставила Лещинського на його чолі при умові, що герцогство має повернутися до Франції після його смерті. Лещинський також зберіг свій королівський титул. У свою чергу, позбавлений свого престолу герцог Лотарингії (зять Карла VI, майбутній імператор Франц I) отримав у компенсацію Велике герцогство Тосканське після смерті його останнього правителя з династії Медичі (що й сталося у 1737 році).
Іспанія отримала від Австрії Неаполь і Сицилію, і в обмін поступилася Австрії своїми правами на герцогства Парма і П'яченца. Австрія зберегла Ломбардію, крім того Франція погодилася визнати Прагматичну Санкцію, що гарантувала Марії-Терезії імператорський трон по смерті її батька Карла VI. Сардинія не отримала і не втратила нічого.
Переговори щодо мирної угоди почалися у Відні в 1735 році, але остаточний договір не був підписаний до 1738 року. Тому в деяких джерелах рік закінчення війни дається як 1735, у той час як у інших 1738. Ретроспективно ця війна сприймалася багатьма спостерігачами як пролог до майбутніх розділів Польщі.

## Виноски
1. ↑  Насправді Австрія утримала згадані землі
2. ↑  Ивонин Ю. Е. Евгений Савойский: последние годы жизни // Вестник Удмуртского университета. — 2010. — Вып. 1. — С. 27